# Acacia pusilla
Acacia pusilla é uma espécie de leguminosa do gênero Acacia, pertencente à família Fabaceae.